# 胡乾文
胡乾文（1946年10月—），湖北人，中华人民共和国政治人物、外交官。
2006年，接替齐建国，担任中华人民共和国驻越南大使。2008年，由孙国祥接任。

## 荣誉

### 外国勋章奖章
- 友谊勋章（越南，2008年颁发[2]）